# ميروسلافا (ياش)
ميروسلافا هي قرية تقع في إقليم ياش في رومانيا وبلغ عدد سكانها 	8,073 نسمة في عام 2002م.